# 瓦克河
51°25′41.16″N 8°15′59.48″E / 51.4281000°N 8.2665222°E
瓦克河（德語：Wacker），是德國的河流，位於該國西部，處於北萊茵-威斯特法倫州，屬於黑沃河的支流，河道全長4.5公里，流域面積8.3平方公里。